# Reno n.º 51
Reno n.º 51 es un municipio rural canadiense situado en la provincia de Saskatchewan.

## Superficie
Reno n.º 51 tiene una superficie de 3424,73 km².

## Demografía
En 2021, tenía 343 habitantes, una densidad poblacional de 0,1 hab./km², y 175 viviendas.